# La Loma Cuexcontitlán
La Loma Cuexcontitlán är en ort i Mexiko.   Den ligger i kommunen Toluca och delstaten Mexiko, i den sydöstra delen av landet, 50 km väster om huvudstaden Mexico City. La Loma Cuexcontitlán ligger 2 651 meter över havet och antalet invånare är 1 084.
Terrängen runt La Loma Cuexcontitlán är platt åt nordost, men åt sydväst är den kuperad. Runt La Loma Cuexcontitlán är det tätbefolkat, med 266 invånare per kvadratkilometer. Närmaste större samhälle är Toluca, 10,2 km söder om La Loma Cuexcontitlán. Trakten runt La Loma Cuexcontitlán består till största delen av jordbruksmark.